# Mesothen albilimbata
Mesothen albilimbata là một loài bướm đêm thuộc phân họ Arctiinae, họ Erebidae.